# Sacred 2: Fallen Angel
Sacred 2: Fallen Angel es un videojuego de rol de acción para PC, Xbox360 y PlayStation 3. Es la segunda parte de Sacred y se encuentra ambientado en el fantástico mundo de Ancaria, dos mil años antes de la primera aparición de Shaddar y el demonio de Shakkara.
En el juego se puede escoger entre seis personajes diferentes: Serafín, Alta Elfa, Dríada, Guerrero de las Sombras, Guardián del Templo e Inquisidor.

## Historia

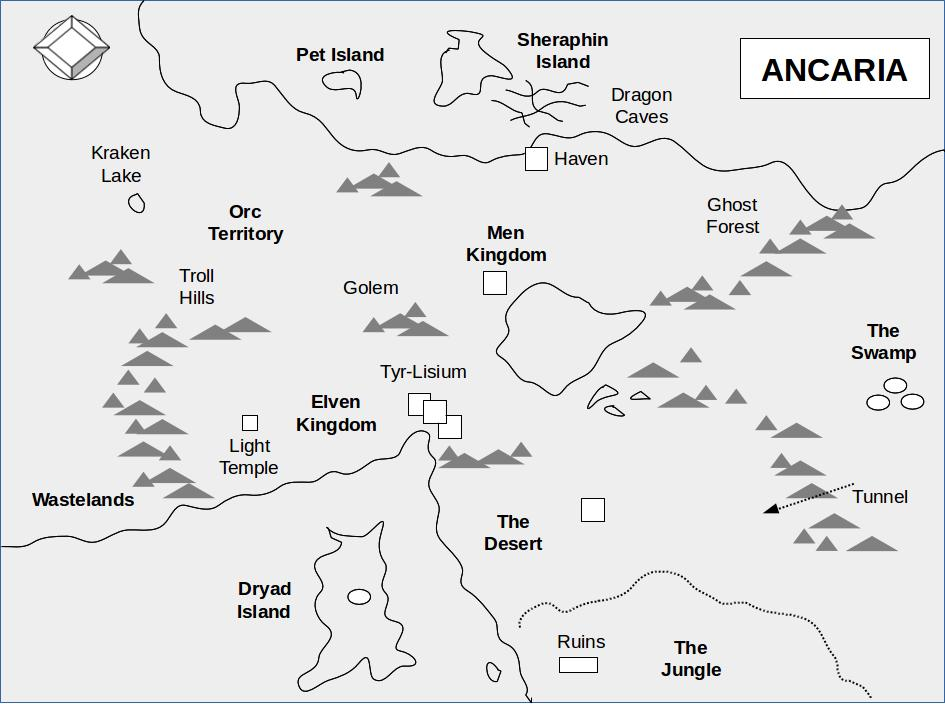
Mapa del mundo de Ancaria

La Energía T ha estado fluyendo por Ancaria desde tiempos inmemoriales. Este misterioso poder constituye el principio de toda la vida, es la fuente de toda la magia y el origen de todo pensamiento.
Durante mucho tiempo, fueron los angelicales serafines los que vigilaban la Energía T y, por consiguiente, el destino de todo el mundo. Ellos pasaron sus conocimientos a los Altos Elfos para que pudieran beneficiarse de la Energía T, por lo que el reino de los Altos Elfos experimentó una incomparable era de prosperidad y se convirtió en la cultura reinante de Ancaria.
Pero utilizar el enorme poder de la Energía T conlleva grandes peligros, y a los hijos de Ancaria no se les preparó para enfrentarse a ello. Se produjo una acalorada disputa entre los Altos Elfos sobre la manera en que debía utilizarse la Energía T, pues las distintas facciones querían utilizar el poder. La disputa llegó a tal punto que se convirtió en un conflicto irresoluble, provocando fisuras entre los Altos Elfos y desatando una terrible guerra civil. El reino élfico se vino abajo y con él toda la estructura de poder en Ancaria. 
Otros pueblos se levantaron para hacerse con el poder y ocupar el lugar de los Altos Elfos, por lo que las disputas cubrieron el mundo. Pero, además de la devastación de la guerra, apareció otra calamidad en Ancaria: ¡la Energía T quedó fuera de control! El poder de la Energía T, una vez creador, se convirtió en algo negativo. Las criaturas sufrieron mutaciones más allá de lo reconocible y se convirtieron en monstruos, regiones enteras quedaron inhabitables y multitud de ciudades y pueblos fueron destruidos.
La casta de los nobles, así como la de los clérigos de los Altos Elfos, se esforzó por hacerse con el poder del imperio mágico para así poder controlar ellos solos la Energía T. Ancaria, una vez más, se enfrentó a la guerra: una guerra que resultó mucho más larga y con muchas más consecuencias que todas las guerras y batallas anteriores.
Dos mil años antes de Shaddar Ancaria grita pidiendo héroes que eviten esta guerra y consigan recuperar el control de la Energía T. Esos héroes, ¿son los que luchan para evitar que el mundo sea destruido o son los que quieren desatar el caos?

## Ice & Blood
Es una expansión que añade un nuevo personaje; el mago dragón, además de dos regiones completamente nuevas: La región de cristal de las seraphines y el bosque maldito. También añade muchos objetos y misiones nuevas, así como nuevos tipos de enemigos y nuevos jefes a los que eliminar.

## Personajes
En Sacred 2: Fallen Angel asumes el papel de un personaje y te sumerges en una historia llena de búsquedas y secretos secundarios que tendrás que desentrañar. Te esperan sofisticados hechizos, dispondrás de multitud de armas y depende de ti qué atributos de tu personaje potenciarás con estos elementos, para así crear un héroe diferente.

### Serafín
¡Son ángeles caídos! Estas místicas y angelicales criaturas son los habitantes más antiguos de Ancaria. En Sacred 2: Fallen Angel, el jugador puede asumir el papel de una Serafín y proteger el mundo del caos.

#### Su historia
La Serafín es un guerrero rápido, elegante y acrobático proveniente de un futuro tecnológico místico. Pelea con armas ligeras y medianas y, si es necesario, con apoyo tecnológico masivo.
Los serafines fueron elegidos una vez por los dioses para proteger Ancaria del peligro y del desastre. Habiendo seguido la llamada de los eones, los serafines comenzaron a perder interés en proteger el mundo del caos. Sus propias necesidades pasaron a ser cada vez más prioritarias. Hoy, solo unos pocos recuerdan su vocación y continúan luchando por la paz y la justicia.

#### Sublime, sabio y antiguo
Estos seres inmortales normalmente tienen una piel muy clara. La Serafín impresiona al espectador con su elegante e inmaculado aspecto. Los ojos austeros, que expresan fuerza de carácter y poder de decisión, pueden penetrar la oscuridad. Su cabello dorado cae sobre sus hombros y enmarca unos bellos rasgos. Puede llevar una armadura pesada y técnica a la vez que mantiene su velocidad y elegancia. 
¿Qué sería un ángel sin alas? El rasgo más impactante de la Serafín son sus alas, que le sirven de arma letal y que al mismo tiempo hacen de armadura.

### Guerrero de las Sombras
El Guerrero de las Sombras es un arma poderosa en la batalla. Esclavizado y entrenado por los Altos Elfos, destaca en la lucha confusa. Lo han convertido en un guerrero de élite que sólo tiene una ardiente ambición: ¡la victoria en la batalla! Murió en el campo de batalla, pero fue devuelto a la vida desde su sueño eterno.
Ahora, se mueve entre el reino de los muertos y el mundo de los vivos.

#### Su historia
El Guerrero de las Sombras solía ser un guardia de élite humano y luchó valientemente por su soberano durante las numerosas batallas del imperio de los Altos Elfos. Su fuerza en la batalla lo convirtió en una pesadilla viviente muy temida por sus enemigos. De este modo, era el arma definitiva de su jefe militar. Su fuerza, disciplina y obediencia no fueron igualados por nadie. 
Sin embargo, de manera inevitable llega el día en que incluso el mejor de los guerreros se encuentra con un final honorable en el campo de batalla. Los dioses se encargaron del alma del guardia de élite y lo pusieron en los dorados salones de la fama donde gobernaría eternamente como un poderoso jefe militar. 
¡Pero su general Alto Elfo tenía otros planes para él! Quería que volviera al campo de batalla. Por tanto, decidió traer de vuelta el alma del guerrero del reino de los muertos poniéndola en su cuerpo sin vida. Los sumos sacerdotes de los elfos llevaron a cabo un antiguo ritual para resucitarlo y combinarlo con Energía T. Pero, ¡ay!, la voluntad del guerrero resultó implacable y desafió a los sacerdotes. ¡El ritual había fracasado! El luchador de élite humano se convirtió en el Guerrero de las Sombras, un ser muerto viviente con una mente sagaz. Enfadado por haber sido apartado del paraíso, mató a todos los presentes en la ceremonia y escapó. 
Ahora se mueve entre los mundos, como muerto viviente. Su único deseo es volver a los salones dorados del Elíseo para encontrar la paz. Lamentablemente, las puertas están cerradas firmemente y no admitirán seres en los salones eternos si han sido creados por Energía T, incluso la muerte no supondrá la salvación; en vez de ello, lo arrojaría al destino eterno del remolino de la oscuridad.

#### ¿Qué camino debe seguir el Guerrero de las Sombras?
En lo más profundo del Guerrero de las Sombras sigue brillando un destello de humanidad. Puede luchar por la paz y la liberación de Ancaria mientras se esfuerza por contener la Energía T, que actualmente es incontrolable. De este modo la Energía T que fluye por su cuerpo se agotaría, terminando con su infernal vida en paz.
Sin embargo, también puede seguir el camino de la oscuridad. Su odio se concentra en aquellos que lo trajeron de vuelta a la vida. Su ambición es hacerse con el control de Energía T para así llegar al poder definitivo.
Profundamente afectado por este conflicto interior se apresta a comenzar su viaje por el mundo de Ancaria...
El Guerrero de las Sombras es un luchador experimentado. Está bien equipado y sus habilidades incluyen el manejo con maestría de todas las armas de filo, de triturar y de lanza disponibles. Su autodisciplina está a la altura de los mejores. Equipado con estos atributos, destaca en la batalla contra las criaturas de Energía T. Su fuerza y constitución lo convierten en un oponente duro y peligroso. Al mismo tiempo, dispone de una ventaja decisiva sobre los especímenes vivos, él sigue en contacto con el Reino de los Muertos. Sin embargo, la importancia de esta impía alianza sólo se manifiesta en el campo de batalla.

### Alta Elfa
¡Vive y respira magia! Dentro de las murallas de la academia de magia de Thylysium ha estudiado el antiguo arte, y ahora se prepara para adentrarse en lo desconocido.
La joven alumna tiene ansias de saber más e inicia su aventura esperando descubrir más secretos aún para poder ampliar sus conocimientos. Si durante su aventura se gana el aplauso, ¡mucho mejor!

#### Su historia
Extrañas y horribles historias llegan a las puertas de la antigua academia de magia de Thylysium. Las historias traen oscuras noticias sobre horribles incidentes: aparentemente, todo el paisaje ha sido infestado con el caótico poder de la Energía T. Se ha oído acerca de oleadas de animales mutados y monstruosas criaturas en el norte del país. El mundo se encuentra al borde de un gran desastre y nadie parece poder alejar el inminente peligro.
Los maestros de la academia envían a su mejor estudiante a averiguar lo que está pasando en Ancaria. ¡Ese es el momento que la Alta Elfa estaba esperando! Por fin podrá utilizar sus capacidades mágicas para demostrar su sabiduría.
La sed de aventuras y el insaciable deseo de aumentar sus conocimientos son elementos esenciales para alcanzar su meta.

#### ¿El bien o el mal?
Siguiendo el camino de las sombras, la Alta Elfa aprovechará la oportunidad de dirigir su casa a donde una vez perteneció: a lo más alto de la sociedad de los Altos Elfos. Durante sus viajes por Ancaria intentará encontrar aliados poderosos y aumentar sus capacidades mágicas. Intriga para reinstalar a su familia como soberanos y ponerse ella misma al frente de la academia. Para poder conseguir su objetivo, está dispuesta a destruir, literalmente, todo...
Si elige el camino de la luz, éste sería el momento perfecto para intervenir. Ancaria se encuentra en un estado de confusión. La injusticia, la opresión y el odio son algo común. Los humanos deben liberarse de una vez de la esclavitud y deben tener el derecho al voto. Ahora es el momento de conducir el mundo hacia un futuro más seguro.

### Guarda del Templo
El Guardián del Templo es parte de la Gran Máquina, y es casi tan antiguo como ésta y la Energía T. El creador de la Gran Máquina creó al Guardián del Templo para protegerla y también proteger el templo que se construyó a su alrededor. 
Desde el principio de los tiempos, el propósito del Guardián del Templo fue mantener y proteger la Gran Máquina, lo que mantiene el mundo equilibrado. De un primer vistazo, nadie diría que los Guardianes del Templo puedan ser criaturas o máquinas en sentido tradicional. El Guardián del Templo no es de carne y hueso, sino un ser artificial propulsado por la Energía T y destinado a proteger a la Gran Máquina. Ellos mismos son parte de la Gran Máquina, y por consiguiente utilizan su Energía T para sus propósitos.

#### Su historia
Por largo tiempo los Altos Elfos han usado la Energía T para sus propósitos. Durante la Gran Guerra, los Guardianes del Templo vieron su oportunidad. Lo que hicieron fue mover y esconder el concentrador, lo que hizo que la Energía T de la Gran Máquina fuera accesible para todo el mundo. Esto causó que los Guardianes del Templo se convirtiesen en los enemigos de los gobernadores y los clérigos de Ancaria, que habían estado beneficiándose hasta entonces de la Energía T sin compartirla con nadie.
Después de la Gran Guerra los supervivientes fueron cazados, así que sólo unos pocos sobrevivieron. No son suficientes para cumplir su misión, y la misión es ahora más importante que nunca, porque está claro que la Gran Máquina y la Energía T están fuera de control.
Pero no todos los Guardianes del Templo fueron anulados. En algún lugar a lo largo de la historia, un mecanismo fue puesto en marcha y los Guardianes del Templo desactivados fueron reactivados de nuevo.

#### El camino
Siguiendo el camino de la luz, los supervivientes de cada especie intentarán cumplir la misión de mantener al mundo en equilibrio.
Horrorizado por la amenaza que supone para los Guardianes del Templo haber perdido el control de la Gran Máquina y frustrado por la traición de sus antiguos aliados, él lo arriesgará todo para recuperar el control.

### Dríada
¡Son los maestros de la caza! Semejantes a los elfos, en equilibrio con la naturaleza y provistos con la fuerza de los bosques. Solo son escogidos los más fuertes y poderosos, los responsables de salvar a su pueblo de la extinción.

### Inquisidor
Los Inquisidores son personajes que abusaron de sus grandes poderes y se vieron tentados por ello, entrando en política. En su caída, ahora crían demonios en secreto para expandir su poder. Son, por tanto, luchadores oscuros con poderes mágicos muy fuertes, pudiendo manipular incluso la mente de sus rivales. Este personaje sólo está disponible en la Campaña del Mal.

### Mago Dragón
(Sólo disponible con la expansión Ice & Blood).
El mago dragón pertenece a un culto dracónico de espías y asesinos procedente de un remoto confín del mundo. Los miembros de este culto no son solo respetados por los dragones, sino también aceptados por éstos, con quienes conviven en comunidad. Solo a algunos elegidos se les concede el honor de recibir instrucción en las artes de la antigua magia de los dragones. Una magia que procede de dimensiones ajenas a este mundo. Esta forma de magia puede aprovechar la poderosa energía-T, fuente de toda la vida y todo el poder en Ancaria.
Solo los más poderosos entre los que completan este entrenamiento son capaces de asumir la forma de un dragón y utilizar el poder concentrado de la magia de los dragones. Solo ellos tienen el privilegio de ostentar el título de "mago dragón".El cual tiene el poderio de lanzar incandescentes llamas.

## Monturas
En un mundo tan extenso como Ancaria, el jugador debe disponer de oportunidades para recorrer y cruzar tales distancias.
Por toda Ancaria encontrarás muchos vendedores de caballos. Ofrecen todo tipo de animales, desde un sencillo jamelgo hasta un verdadero caballo de guerra. Puedes equipar al caballo de guerra con bridas, silla e incluso una capa tabardo.
Además, cada personaje también tiene un montaje único creado específicamente para su clase de carácter. La montura no sólo tiene la personalidad del personaje, sino que también complementa los varios aspectos del estilo de juego del personaje. Sólo se pueden conseguir en una misión especial del juego, en la isla de las monturas que no es más que un parque temático donde se muestran las distintas clases agrupadas en sus hábitats de origen.

### Monturas especiales
- Dientes de Sable: Especie de tigre, veloz y mortal. Esta montura es especial para la Serafín.
- Sabueso Infernal: Es un monstruo cuadrúpedo proveniente del Inframundo. Esta montura es especial para el Guerrero de las Sombras.
- Sierpe del Aire: Criatura con aspecto de dragón y escamas rojizas. Esta montura es especial para la Alta Elfa.
- Varano: Montura con forma de lagarto, ideal para el ataque a distancia. Esta montura es especial para la Dríada.
- Mobiculum: Vehículo monorrueda impulsado por la Energía T. Esta montura es especial para el Guardián del Templo.
- Araña Negra: Criatura oscura que se mueve a gran velocidad gracias a sus ocho patas. Esta montura es especial para el Inquisidor.

## Enemigos y bestias
El mundo de Ancaria está lleno de peligros y criaturas místicas. Aquí hay una lista de los conocidos hasta ahora.

### Enemigos y animales salvajes
- Guerrero Kobold: Enano bastante débil. Tiene una carácter malvado y caótico.
- Líder Kobold: Al igual que el anterior, es muy débil y posee el mismo carácter.
- Mago Kobold: Es capaz de usar algunos hechizos, pero de un poder mediocre. Es diminuto.
- Guerrero Trasgo: Es muy pequeño y débil, pero tiene un carácter extremadamente malvado.
- Ratas: Son muy numerosas y son capaces de adaptarse al medio en el que viven.
- Bandidos: Estos forajidos suelen vivir en cuevas y su poder radica en su número, individualmente suelen ser bastante débiles.
- No muertos: Estos muertos revividos suelen ir en grupos de 4 y son bastante fuertes, acostumbran ir armados con armas que roban a los soldados que matan.

### Bestias y criaturas místicas
- Escorpión: Han logrado reproducirse rápidamente y extenderse por todo el territorio de Ancaria. Tienen un tamaño más grande que el de los escorpiones habituales. Hay que tener cuidado con ellos, ya que poseen un aguijón venenoso y son muy agresivos.

- Dragón: Son unos de los seres más poderosos y antiguos de Ancaria. Aunque no son de ese mundo, conocen perfectamente la ubicación de la Gran Máquina. Viven en la tierra de los dragones, escondidos en sus guaridas o vagando por el aire libre.

- Gólem: Su fuerza física es increíble: están formados de Energía T y poseen una armadura compuesta de la misma. Provienen de aquellos lugares de donde la energía fluye del suelo.

- Salamandra: Aunque tienen rasgos humanos, las salamandras no se parecen en nada a los hombres. Viven cerca de los grandes pantanos.

- Octalogamus: Poco se sabe acerca de esta criatura; posee un tamaño descomunal, y sin agua es débil y vulnerable. Sus tentáculos son capaces de lanzar descargas eléctricas.

- Neblina de miasma: Se trata de un mutante de Energía T. Invoca no muertos que se alzan desde del subsuelo, y solo es posible debilitarla matando a los no muertos que invoca.

- Carnach: Monstruo demoníaco que ha aprendido a manipular la Energía T y se ha convertido en una verdadera amenaza para el jefe de los dragones. Éste nos pedirá que lo liquidemos.

También hay otras bestias, como hombres lobos, grifos, arpías...

## Acerca del juego: características y funciones

### Funciones
- No necesita ninguna recarga.

- Un sistema emocional.

- Sacred 2 es la precuela del juego Sacred original.

### Características
- Ofrece un mundo perfectamente construido y vivo,  permite cientos de horas de exploración.

- Dos campañas: juega como en los lados de la Luz o de la Oscuridad, con distintas habilidades, recompensas, e historias, que pertenecen al camino elegido.

- Seis  personajes, cada uno con un aspecto distinto, capacidades e innovaciones.

- Artes de combate modificables: sube y cambia el nivel de tu alter ego en el combate y adáptalo a tu estilo de juego.

- Lucha a lomos de las 5 monturas que podrás tener bajo tu control; equípalas y sube de nivel las monturas de tu personaje.

- Las deidades ofrecen disciplinas de combate  y la posibilidad de desbloquear desafíos adicionales.

- La  experiencia multijugador,  transición entre los modos un único jugador y multijugador: vía LAN, Internet y Xbox Live.

- modos de juego en línea: cooperativos, PvP y PvE.

- gráficos y sonido envolvente Dolby™ 5.1.

- Se utilizan efectos de física y rag doll.

- Sistema de emociones, que consisten en una mezcla de animaciones de modelos y expresiones faciales.

- Simulación del mundo real: el mundo simulado de Sacred 2 está controlado por una macro IA (inteligencia artificial), que analiza permanentemente la situación actual del juego para controlar el comportamiento de la misma.

- Dos usuarios en una PS3 pueden jugar juntos en modo cooperativo (misma pantalla, sin división). Esto se puede combinar con sesiones online.

- Los logros se pueden desbloquear durante el juego.

- Nuevo modo de estadio (multijugador): lucharemos con nuestro personaje contra otros personajes o enemigos específicos en un estadio limitado para conseguir aumentar nuestra reputación online.

- Los personajes creados se pueden utilizar en todos los modos de juego. Por ejemplo, un jugador puede iniciar una campaña de la historia, luego unirse a una sesión multijugador libre y después volver a continuar con la historia.

- Ajuste  de la orientación de los héroes durante el combate.

- Diseño de elementos de interfaz y navegación de interfaz típicos de las consolas.

## Curiosidades
- Al cargar el juego aparecen mensajes de sistema. Al final del texto aparecen algunos tales como El juego ha sido desinstalado satisfactoriamente (en original: The game has been deleted successfully)
- En la caja del juego dice que el mismo incluye un concierto en exclusiva de Blind Guardian, el grupo de música que compuso parte de la banda sonora del juego. Pues bien, en el juego encontramos una misión, con el mismo nombre de la banda, en la que hemos de ayudar a avatares virtuales de los miembros del grupo a encontrar sus instrumentos, que luego nos regalarán como armas (bastante buenas para el nivel en el que se alcanza dicha misión, por cierto) después de un vídeo que muestra el mencionado concierto con ambientación propia de Ancaria, donde aparece el grupo tocando para no muertos, gólems, hombres lobos, orcos, goblins... admiradores del metal.
- En una de las primeras misiones, un campesino reclama el collar identificativo de una de sus vacas porque se la han matado; la vaca se llama Dulcinea.
- En una de las misiones, en la que hay que descubrir el origen de unos misteriosos círculos en las cosechas de trigo, peleamos contra un enemigo etiquetado como «criatura desconocida». Después de un examen cercano, se ve que la criatura es una evidente parodia del xenoforme de la saga Alien.
- En una misión en Thylysium hallamos a dos amados: Romdreal y Judriel. Evidentemente, es una referencia a Romeo y Julieta.
- En una misión que te lleva al inframundo encontramos una tumba en la que dice Ph´nglui mglw´nafh Cthulhu R´lyeh wgah´nagl fhtagn, frase que aparece en los libros de H.P. Lovecraft.
- Al entrar en el desierto de Arcaria nos encontramos con un esqueleto sentado en un banco, junto a una parada de autobús y con una caja de bombones vacía (pulsar botón de información), claramente es un guiño a la película de Forrest Gump... pero en este caso el autobús no llegó.
- Se encuentran guiños a Sacred y Sacred:Underworld. Por ejemplo:
  - En una misión de gladiadores, en el desierto peleamos contra un enemigo que, si se lo mira con atención, se ve que es la diablesa de Sacred:Underworld.
  - Encontramos dos niños (por separado) llamados Zaman y Michael, hijos del maestro de runas y el herrero, respectivamente. En Sacred, 2000 años después, encontramos al maestro de runas Zaman y al herrero Michael.
  - Ya se encuentran rudimentos del culto de Sakkara. Encontramos sectarios de capas negras similares a estos.
  - En el cementerio de Thylysium hay una estatua que dice: «En memoria de todos los héroes caídos en Sacred y Sacred: Underworld. Que descansen en paz». Allí todas las tumbas son de supuestos jugadores, con sus personajes, niveles y maneras de morir (a menudo absurdas e irreales) indicadas a modo de epitafio.
  - En el mismo cementerio hay una tumba que dice: «En memoria a la persona número 100, que dijo en el foro que no le salía la botella». En el desierto, había un conocido bug que provocaba que no apareciese una botella de agua imprescindible para una misión, y ese tema fue comentado en el foro oficial de Sacred.